# Miranda Frigon
Miranda Frigon (* 2. Februar 1980 in Edmonton, Alberta) ist eine kanadische Schauspielerin und Singer-Songwriterin.

## Leben und Karriere
Miranda Frigon begann ihre Schauspielkarriere im Alter von acht Jahren, als sie in Dutzenden von TV-Werbespots mitspielte. Sie studierte Theater an der University of Alberta, bevor sie ein Stipendium an der American Musical and Dramatic Academy in New York City erhielt.
Frigon erhielt eine wiederkehrende Rolle in der Disney-Fernsehserie Liebling, ich habe die Kinder geschrumpft. Sie kehrte nach Kanada zurück und erhielt Gastrollen in verschiedenen US-amerikanischen und kanadischen Fernsehserien wie in Dead Zone, 4400 – Die Rückkehrer, Tru Calling – Schicksal reloaded!, Higher Ground und Der Fall John Doe!. 2003 war sie als Susan Carver in der Fernsehserie Jake 2.0 in einer Nebenrolle zu sehen. Daraufhin zog sie nach Los Angeles und ergatterte weitere Gastauftritte in erfolgreichen Serien. Zwischen 2006 und 2012 war sie in Serien wie Dexter, The New Adventures of Old Christine, Ugly Betty, Supernatural, V – Die Besucher, Sanctuary – Wächter der Kreaturen, Emily Owens und Arctic Air zu sehen. 2007 spielte sie neben Nicolas Cage, Julianne Moore und Jessica Biel in dem Spielfilm Next mit. Von 2010 bis 2012 spielte sie in der Serie Heartland – Paradies für Pferde die Nebenrolle der Janice Wayne. Von Oktober 2012 bis März 2013 war sie als Angelika „Ange“ Finch in Primeval: New World zu sehen, einem Spin-off von Primeval – Rückkehr der Urzeitmonster.
2007 spielte Frigon auch in dem Musical Mental The Musical mit. Für diese Rolle war sie in der Kategorie Beste Nebendarstellerin in einem Musical bei den Ticketholder Awards nominiert. Neben ihrer Schauspielkarriere ist sie auch als Singer-Songwriterin tätig. Sie veröffentlichte bisher zwei Alben und ihre Lieder laufen oft im Hintergrund von Fernsehserien.

## Filmografie (Auswahl)
Filme
- 2001: White Inferno – Snowboarder am Abgrund (White Inferno)
- 2002: Herzschlag des Todes (Dead in a Heartbeat)
- 2005: Johnny Tootall
- 2005: White Noise – Schreie aus dem Jenseits (White Noise)
- 2005: Es lauert – It Waits (It Waits)
- 2005: Intelligence
- 2007: Next
- 2011: Fatal Performance
- 2012: Soda Springs
- 2013: Stonados
- 2013: April Rain

Fernsehserien
- 1998–1999: Liebling, ich habe die Kinder geschrumpft (Honey, I Shrunk the Kids: The TV Show, 5 Folgen)
- 2003–2004: Jake 2.0 (13 Folgen)
- 2010–2012: Heartland – Paradies für Pferde (Heartland, 10 Folgen)
- 2012–2013: Primeval: New World (13 Folgen)
- 2015–2022: Mit Liebe zum Mord (An Aurora Teagarden Mystery, Filmreihe, 18 Episoden)
- 2021: Day of the Dead (10 Folgen)

Gastauftritte
- 2000: Higher Ground (Episode 1x04)
- 2000: First Wave – Die Prophezeiung (First Wave, Folge 2x22)
- 2001: The Unprofessionals (Folge 1x06)
- 2002: The Chris Isaak Show (Folge 2x01)
- 2002: Der Fall John Doe! (John Doe, Folge 1x07)
- 2004: 4400 – Die Rückkehrer (The 4400, Folge 1x03)
- 2005: Tru Calling – Schicksal reloaded! (Tru Calling, Folge 2x04)
- 2006: Dead Zone (The Dead Zone, Folge 5x11)
- 2006: Ugly Betty (Folge 1x04)
- 2007: The New Adventures of Old Christine (Folge 2x13)
- 2007: Sanctuary – Wächter der Kreaturen (Sanctuary (Webserie), Folge 1x05–1x07)
- 2008: The Triple Eight (Folge 1x02)
- 2008: Sanctuary – Wächter der Kreaturen (Sanctuary, Folge 1x03)
- 2008: Dexter (Folge 3x04)
- 2011: Supernatural (Folge 6x13)
- 2011: V – Die Besucher (V, Folge 2x08)
- 2012: Emily Owens (Emily Owens, M.D., Folge 1x03)
- 2013: Arctic Air (Folge 2x04)
- 2015: Motive (Folge 3x04)